# Нижня Апша
Ни́жня А́пша (угор. Alsóapsa, рум. Apșa de Jos, до 2004 року — Діброва) — село в Солотвинській селищній громаді Тячівського району Закарпатської області України. Населення — румуни (97,69 %), українці становлять лише 1,59 %. У селі налічується 8 Залів Царства Свідків Єгови.

## Населення

### Мова
Розподіл населення за рідною мовою за даними перепису 2001 року:
| Мова            | Кількість | Відсоток |
| --------------- | --------- | -------- |
| румунська       | 7053      | 97.69%   |
| українська      | 115       | 1.59%    |
| російська       | 27        | 0.37%    |
| німецька        | 3         | 0.04%    |
| білоруська      | 3         | 0.04%    |
| польська        | 2         | 0.03%    |
| болгарська      | 2         | 0.03%    |
| єврейська       | 1         | 0.01%    |
| інші/не вказали | 21        | 0.20%    |
| Усього          | 7227      | 100%     |

## Географія
Через село тече річка Апшиця, у яку впадає права притока Глибокий Потік. У селі струмок Тетішулуй впадає у річку Глибокий Потік. На північний схід від села розташована пам'ятка природи — Скелі з ієрогліфами на схилі г. Бешикура.

## Присілки
Леурда
Леурда — колишнє село в Україні, в Закарпатській області.
Об'єднане з селом Нижня Апша
Згадки:  1892: Leurda, 1898: Leurda, 1900: Leurda, 1902: Leurda

Перекрес
Перекрес — колишнє село в Україні, в Закарпатській області.
Об'єднане з селом Нижня Апша
Згадки: ’ 1902: Perekresz, 1907: Perekresz, 1913: Perekresz.

## Туристичні місця
- Єврейське кладовище
- Дерев'яна церква св. Миколи, 1604, XVIII ст., і дзвіниця
- Дерев'яна церква св. Василя Великого, XVIII ст.

## Відомі люди
Тарца Берталон (Нижня Апша, сьогодні Україна 3 липня 1882 — Клуж -Напока, 3 квітня 1950)— угорський письменник, композитор, редактор музичної музики.

## Галерея

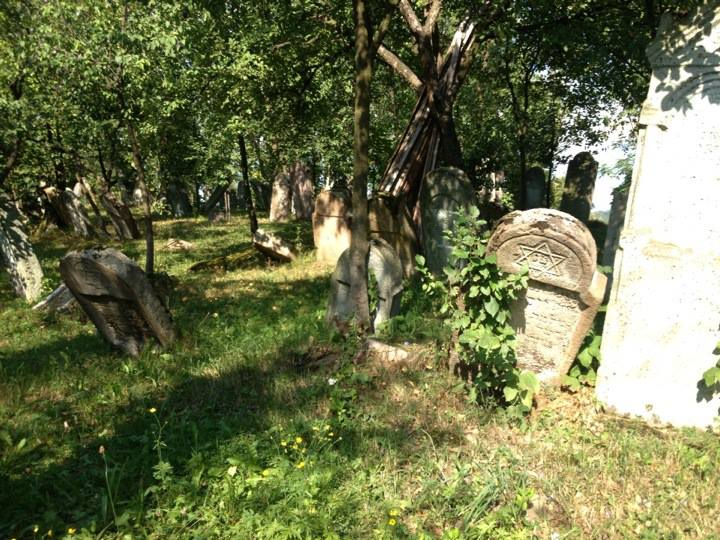
Єврейське кладовище
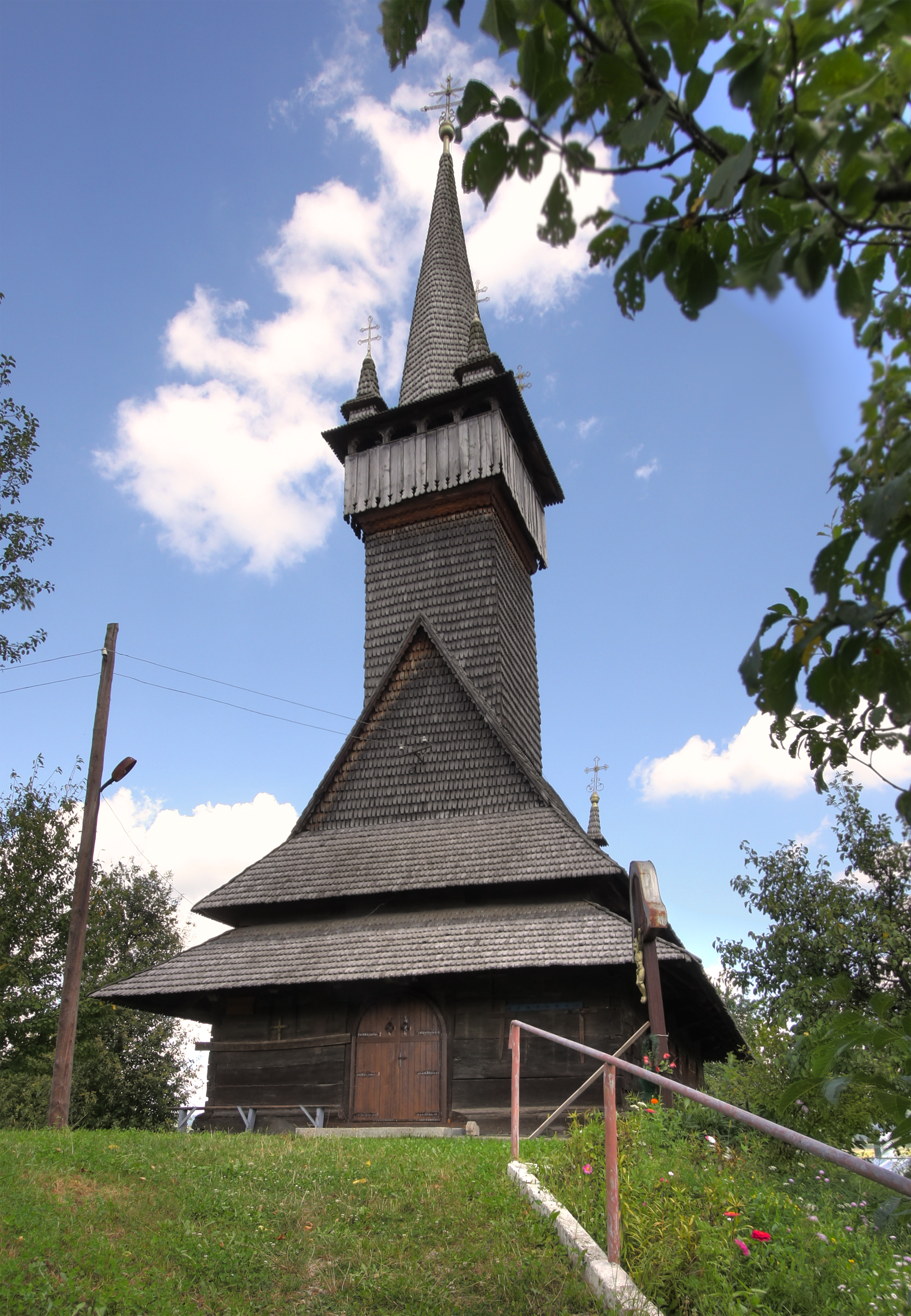
Церква св. Миколи
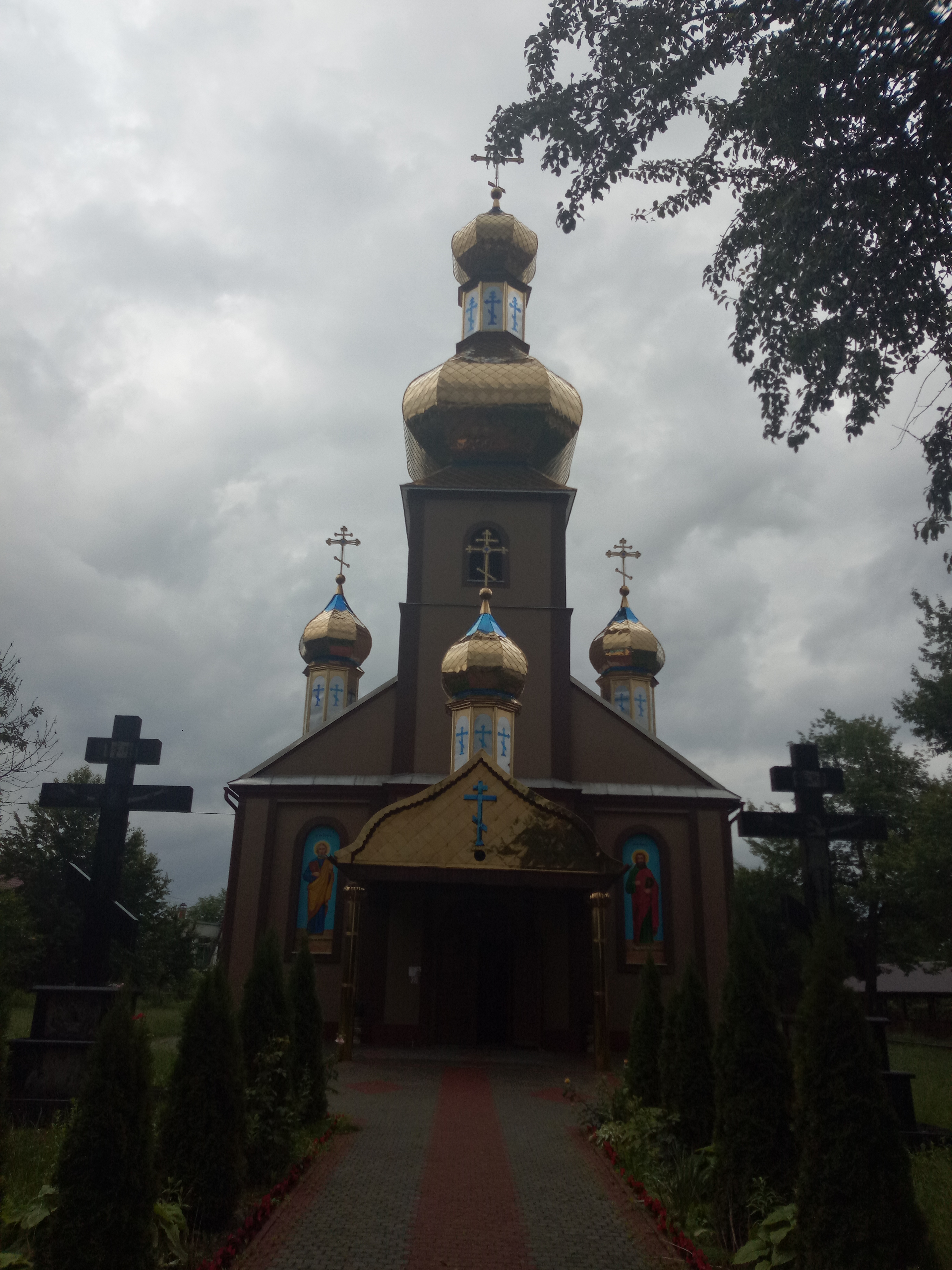
Православна церква
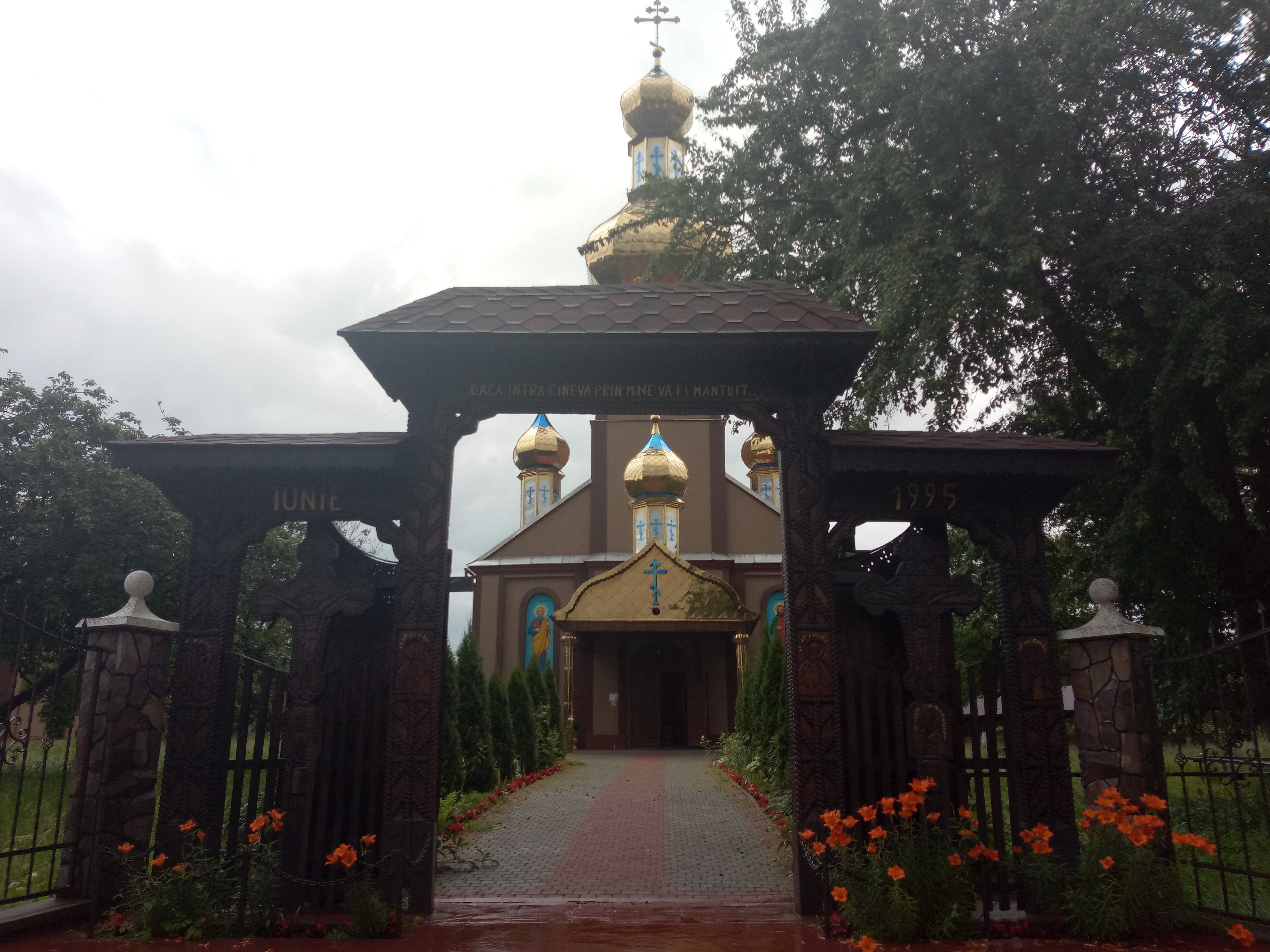
Православна церква ворота
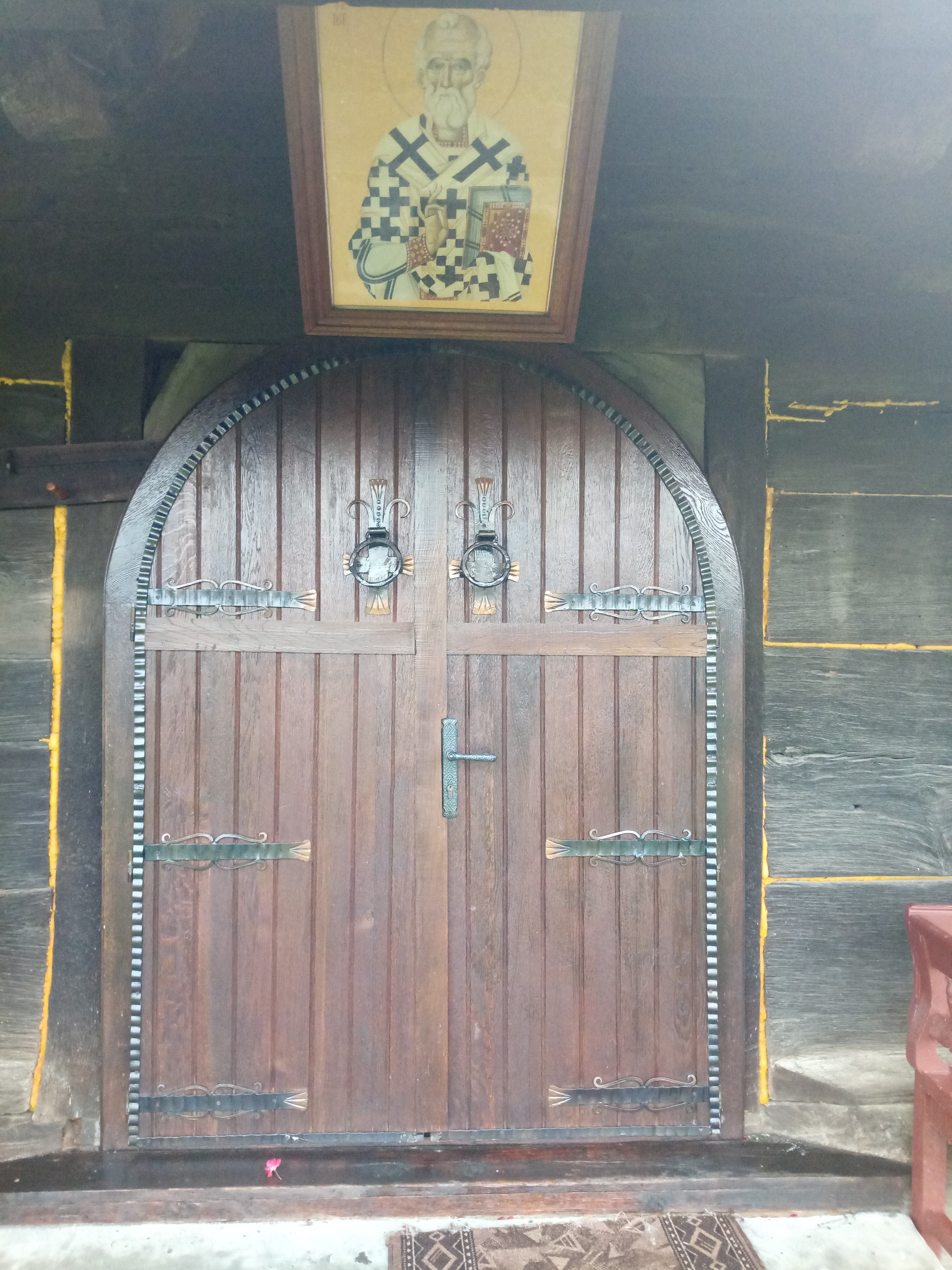
Дерев'яна церква вхід